# Чуј, чуј, мангупче/Што ми вреди што се надам
Чуј, чуј, мангупче/Што ми вреди што се надам је девета сингл-плоча певачице Снежане Ђуришић. Објављена је 16. фебруара 1976. године за Југотон.

## Песме
| Страна | Песма                     | Аутори                                                           |
| ------ | ------------------------- | ---------------------------------------------------------------- |
| А      | Чуј, чуј, мангупче        | Данило Живковић (м), Браћа Бољановић (т), Драган Александрић (а) |
| Б      | Што ми вреди што се надам | Данило Живковић (м), Младен Николић (т), Драган Александрић (а)  |